# Belgien-Rundfahrt 2006
Die 80. Belgien-Rundfahrt fand vom 24. bis 28. Mai 2006 statt. Das Radrennen wurde in sechs Etappen über eine Distanz von 875,3 Kilometern ausgetragen. Es ist Teil der UCI Europe Tour 2006 und dort in die Kategorie 2.1 eingestuft.

## Etappen
| Etappe     | Tag     | Start – Ziel                  | km    | Etappensieger      | Führender          |
| ---------- | ------- | ----------------------------- | ----- | ------------------ | ------------------ |
| 1. Etappe  | 24. Mai | Oostende – Oostende           | 180,9 | Maarten Tjallingii | Maarten Tjallingii |
| 2. Etappe  | 25. Mai | Oostende – Knokke-Heist       | 180,5 | Tom Boonen         | Maarten Tjallingii |
| 3a. Etappe | 26. Mai | Buggenhout – Buggenhout (EZF) | 015,9 | Stijn Devolder     | Maarten Tjallingii |
| 3b. Etappe | 26. Mai | Buggenhout – Londerzeel       | 111,7 | Tom Boonen         | Maarten Tjallingii |
| 4. Etappe  | 27. Mai | Londerzeel – Huy              | 203,6 | Niki Terpstra      | Maarten Tjallingii |
| 5. Etappe  | 28. Mai | Huy – Putte                   | 182,7 | Gert Steegmans     | Maarten Tjallingii |